# Райдужна (печера)
Райдужна — печера, що розташовується в Абхазії, Гудаутському районі, на Бзибському хребті. Протяжність 350 м, проективна довжина 160 м, глибина 160 м, площа 265 м², об'єм 6000 м³, висота входу близько 2100 м.

## Складнощі проходження печери
Категорія складності 2Б.

## Опис печери
Починається воронкою овальної форми (4x8 м) глибиною −5 м. З дна воронки до глибини −30 м — сніжник з багатьма віддушинами. Через одну з них можна вийти до початку колодязя 130 м. Колодязь починається крижаною котушкою і виводить, в зал, дві третини обсягу якого заповнює сніжний конус. Висота конуса близько 50 м. Дно зали вкрито дрібним щебенем. У його північно-східній частині є вихід до наступного колодязя, який на глибині −7 м забитий щебенем. У залі в невеликій кількості зустрічаються натічні утворення. По всьому залу спостерігається капіж. Шахта закладена в нижньокрейдових вапняках.

## Історія дослідження
Відкрито в 1975 р. Досліджувалася експедиціями томських спелеологів в 1975 р. (кер. В. Л. Лерінман), в 1980 р. (кер. В. Д. Чуйков).